# Thomas Sanders (giocatore di football americano)
Thomas Derrick Sanders (Giddins, 4 gennaio 1962) è un ex giocatore di football americano statunitense che ha giocato nel ruolo di running back per sette stagioni nella National Football League (NFL). Fu scelto nel corso del nono giro (250º assoluto) del Draft NFL 1985 dai Chicago Bears. Al college ha giocato a football alla Texas A&M University.

## Carriera professionistica
Sanders fu scelto nel corso del nono giro del Draft 1985 dai Chicago Bears. Nella sua stagione da rookie disputò 15 partite segnando un touchdown. I Bears terminarono la stagione con un record di 15-1 arrivando fino al Super Bowl XX, vinto 46-10 contro i New England Patriots. Nella stagione successiva, Sanders giocò tutte le 16 gare della stagione regolare con un primato in carriera di 5 touchdown segnati. Thomas rimase a Chicago fino al 1989, dopo di che trascorse le sue ultime due stagioni da professionista coi Philadelphia Eagles segnando 2 touchdown in 15 partite.

## Vittorie e premi
- Super Bowl : 1

Chicago Bears: Super Bowl XX
- National Football Conference Championship: 1

Chicago Bears: 1985

## Statistiche
| Partite totali     | 90    |
| Yard su corsa      | 1.239 |
| Touchdown su corsa | 12    |